# PGC 213064
LEDA/PGC 213064 ist eine Galaxie im Sternbild Widder auf der Ekliptik. Sie ist schätzungsweise 630 Millionen Lichtjahre von der Milchstraße entfernt und hat einen Durchmesser von etwa 160.000 Lichtjahren. Vom Sonnensystem aus entfernt sich das Objekt mit einer errechneten Radialgeschwindigkeit von näherungsweise 14.000 Kilometern pro Sekunde.
Im selben Himmelsareal befinden sich unter anderem die Galaxien IC 248, PGC 10046, PGC 10104, PGC 1553306.